# 3-deossi-7-fosfoeptulonato sintasi
La 3-deossi-7-fosfoeptulonato sintasi o DAHP sintasi è un enzima numero EC 2.5.1.54 appartenente alla classe delle transferasi, che catalizza la seguente reazione:
fosfoenolpiruvato + D-eritrosio 4-fosfato + H2O {\displaystyle \rightleftharpoons } 3-deossi-D-arabino-ept-2-ulosonato-7-fosfato + fosfato
Si tratta della prima reazione della via dello shikimato.

## Funzione biologica
La funzione primaria del DAHP sintasi è di catalizzare la reazione di fosfoenolpiruvato e D-eritrosio 4-fosfato a DAHP e fosfato. Tuttavia, un'altra funzione biologica dell'enzima è di regolare la quantità di carbonio che entra nella via dello shikimato. Questo si realizza essenzialmente attraverso due metodi differenti, inibizione feedback e controllo della trascrizione. Inibizione feedback e controllo trascrizionale sono entrambi meccanismi di regolazione del carbonio nei batteri, ma l'unico meccanismo di regolazione per la DAHP sintasi trovato nelle piante è il controllo trascrizionale.
Nel batterio Escherichia coli, la DAHP sintasi si trova come tre isoenzimi, ciascuno dei quali è sensibile ad uno degli amminoacidi prodotti tramite la via dello shikimato.